# Fergusoninidae
Fergusoninidae zijn een familie uit de orde van de tweevleugeligen (Diptera), onderorde vliegen (Brachycera). Wereldwijd omvat deze familie 1 geslacht met ruim 40 soorten.

## Taxonomie
- Geslacht Fergusonina Malloch, 1924[2]
  - Fergusonina atricornis Malloch, 1925
  - Fergusonina biseta Malloch, 1932
  - Fergusonina brimblecombi Tonnoir, 1937
  - Fergusonina burrowsi Taylor, 2004[3]
  - Fergusonina carteri Tonnoir, 1937
  - Fergusonina centeri Taylor, 2004
  - Fergusonina curriei Tonnoir, 1937
  - Fergusonina davidsoni Tonnoir, 1937
  - Fergusonina eucalypti Malloch, 1932
  - Fergusonina evansi Tonnoir, 1937
  - Fergusonina flavicornis Malloch, 1925
  - Fergusonina frenchi Tonnoir, 1937
  - Fergusonina goolsbyi Taylor, 2004
  - Fergusonina greavesi Currie, 1937
  - Fergusonina gurneyi Malloch, 1932
  - Fergusonina lockharti Tonnoir, 1937
  - Fergusonina makinsoni Taylor, 2004
  - Fergusonina metrosideros Taylor, 2007
  - Fergusonina microcera Malloch, 1924
  - Fergusonina morgani Tonnoir, 1937
  - Fergusonina newmani Tonnoir, 1937
  - Fergusonina nicholsoni Tonnoir, 1937
  - Fergusonina nodulosa Taylor, Hyder & Davies, 2019
  - Fergusonina omlandi Nelson & Yeates, 2011[4]
  - Fergusonina pescotti Tonnoir, 1937
  - Fergusonina purcelli Taylor, 2004
  - Fergusonina schefferae Taylor, 2004
  - Fergusonina scutellata Malloch, 1925
  - Fergusonina syzygii Harris, 1982
  - Fergusonina thornhilli Nelson & Yeates, 2011[4]
  - Fergusonina tillyardi Tonnoir, 1937
  - Fergusonina turneri Taylor, 2004
  - Fergusonina williamensis Nelson & Yeates, 2011[4]